# A legnagyobb közigazgatási egységek listája terület szerint

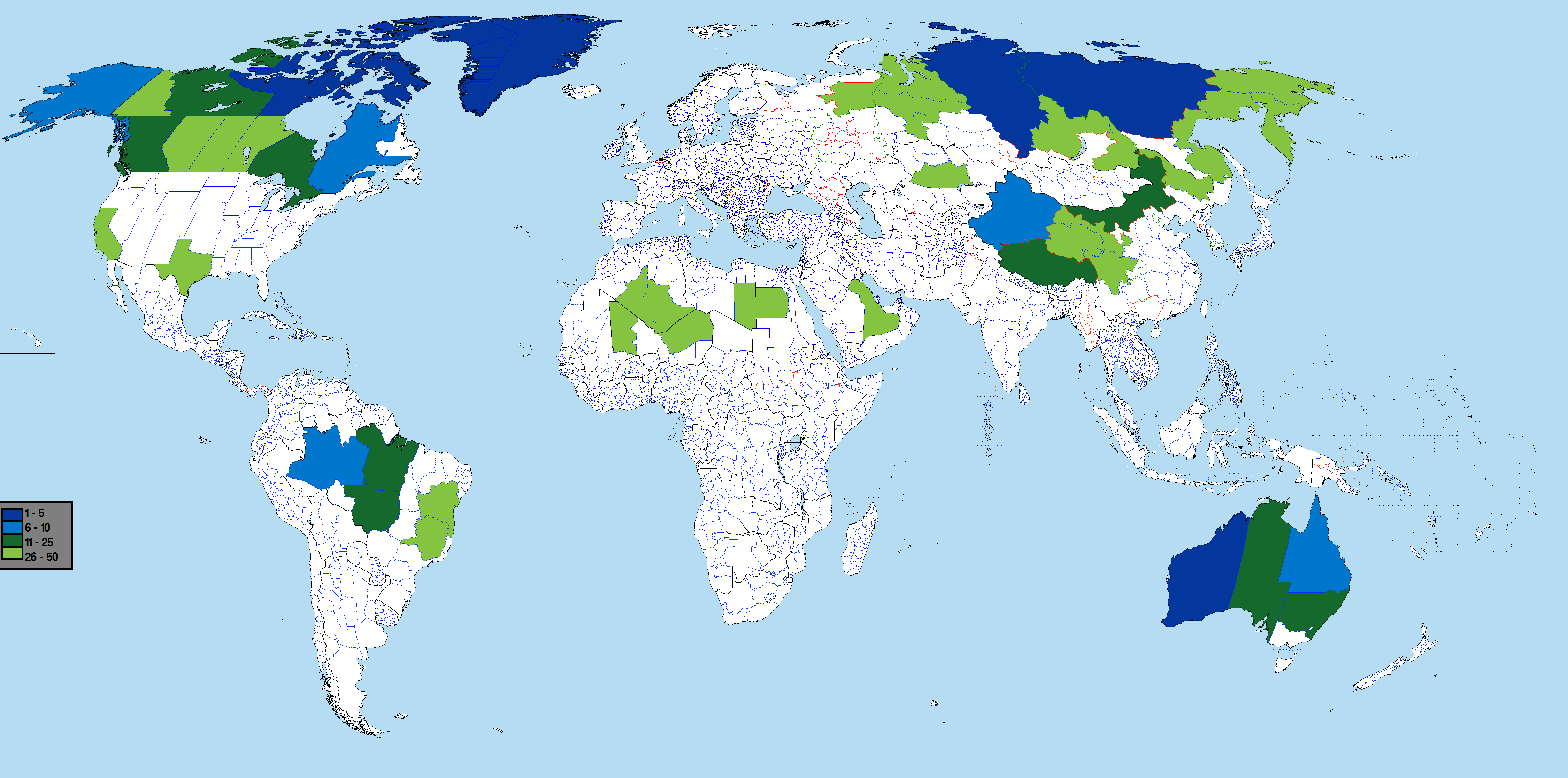
Az ötven legnagyobb közigazgatási egység (a térkép nem méretarányos)

Ez lista a legnagyobb területű közigazgatási egységeket sorolja fel (a terület négyzetkilométerben, beleértve a vízterületeket is).
A nem első szintű (vagyis egy másik közigazgatási egységhez tartozó) entitásokat a név előtt csillag (*) jelöli. A sorszámozás a második szintű egységeket beleszámolva és nem beleszámolva is látható.
| 2. szint | 1. szint | Közigazgatási egység                              | Ország                                       | Első szintű közigazgatási egység    | Terület (km2) |
| -------- | -------- | ------------------------------------------------- | -------------------------------------------- | ----------------------------------- | ------------- |
| 1        | 1        | Jakutföld                                         | Oroszország köztársasága                     |                                     | 3 103 200     |
| 2        | 2        | Nyugat-Ausztrália (Western Australia)             | Ausztrália állama                            |                                     | 2 645 615     |
| 3        | 3        | Krasznojarszki határterület                       | Oroszország határterülete                    |                                     | 2 339 700     |
| 4        | 4        | Grönland                                          | Dánia territóriuma                           |                                     | 2 166 086     |
| 5        | 5        | Nunavut                                           | Kanada territóriuma                          |                                     | 2 093 190     |
| 6        | 6        | Queensland                                        | Ausztrália állama                            |                                     | 1 852 642     |
| 7        | 7        | Alaszka                                           | az USA állama                                |                                     | 1 717 854     |
| 8        | 8        | Hszincsiang-Ujgur Autonóm Terület                 | Kína tartománya                              |                                     | 1 660 000     |
| 9        | 9        | Amazonas                                          | Brazília állama                              |                                     | 1 570 947     |
| 10       | 10       | Quebec                                            | Kanada tartománya                            |                                     | 1 542 056     |
| 11       | 11       | Tyumenyi terület                                  | Oroszország területe                         |                                     | 1 464 173     |
| 12       | 12       | Északi terület (Northern Territory)               | Ausztrália territóriuma                      |                                     | 1 420 968     |
| 13       | 13       | Északnyugati területek (Northwestern Territories) | Kanada territóriuma                          |                                     | 1 346 106     |
| 14       | 14       | Pará                                              | Brazília állama                              |                                     | 1 253 164     |
| 15       | 15       | Tibeti Autonóm Terület                            | Kína autonóm tartománya                      |                                     | 1 228 400     |
| 16       | 16       | Belső-Mongólia Autonóm Terület                    | Kína autonóm tartománya                      |                                     | 1 183 000     |
| 17       | 17       | Ontario                                           | Kanada tartománya                            |                                     | 1 076 395     |
| 18       | 18       | Dél-Ausztrália (South Australia)                  | Ausztrália állama                            |                                     | 1 043 514     |
| 19       | 19       | Brit Columbia                                     | Kanada tartománya                            |                                     | 948 596       |
| 20       | 20       | Mato Grosso                                       | Brazília állama                              |                                     | 906 807       |
| 21       | -        | * Tajmiri Dolgan–Nyenyec járás                    | Oroszországi járás                           | a Krasznojarszki határterület része | 879 929       |
| 22       | 21       | Új-Dél-Wales (New South Wales)                    | Ausztrália állama                            |                                     | 809 444       |
| 23       | 22       | Habarovszki határterület                          | Oroszország határterülete                    |                                     | 788 600       |
| 24       | 23       | Irkutszki terület                                 | Oroszország területe                         |                                     | 767 900       |
| 25       | -        | * Evenki járás                                    | Oroszországi járás                           | a Krasznojarszki határterület része | 763 197       |
| 26       | -        | * Jamali Nyenyecföld                              | Oroszország autonóm körzete                  | a Tyumenyi terület része            | 750 300       |
| 27       | 24       | Csukcsföld                                        | Oroszország autonóm körzete                  |                                     | 737 700       |
| 28       | 25       | Csinghaj                                          | Kína tartománya                              |                                     | 721 000       |
| 29       | 26       | Keleti tartomány                                  | Szaúd-Arábia tartománya                      |                                     | 710 000       |
| 30       | 27       | Texas                                             | az USA állama                                |                                     | 696 241       |
| 31       | 28       | Alberta                                           | Kanada tartománya                            |                                     | 661 848       |
| 32       | 29       | Saskatchewan                                      | Kanada tartománya                            |                                     | 651 036       |
| 33       | 30       | Manitoba                                          | Kanada tartománya                            |                                     | 647 797       |
| 34       | 31       | Agadez                                            | Niger megyéje                                |                                     | 634 209       |
| 35       | 32       | Tamanghasset                                      | Algéria tartománya (vilajetje)               |                                     | 619 360       |
| 36       | 33       | Borkou-Ennedi-Tibesti                             | Csád közigazgatási régiója                   |                                     | 600 350       |
| 37       | 34       | Arhangelszki terület                              | Oroszország területe                         |                                     | 589 913       |
| 38       | 35       | Minas Gerais                                      | Brazília állama                              |                                     | 586 528       |
| 39       | 36       | Bahia                                             | Brazília állama                              |                                     | 564 273       |
| 40       | -        | * Hanti- és Manysiföld                            | Oroszország autonóm körzete                  | a Tyumenyi terület része            | 523 100       |
| 41       | 37       | Orientale tartomány                               | a Kongói Demokratikus Köztársaság tartománya |                                     | 503 239       |
| 42       | 38       | Katanga                                           | a Kongói Demokratikus Köztársaság tartománya |                                     | 496 871       |
| 43       | 39       | Szecsuan                                          | Kína tartománya                              |                                     | 485000        |
| 44       | 40       | Al Kufrah                                         | Líbia városi körzete (sabíja)                |                                     | 483 510       |
| 45       | 41       | Yukon                                             | Kanada territóriuma                          |                                     | 482 443       |
| 46       | 42       | Kamcsatka                                         | Oroszország határterülete                    |                                     | 472 300       |
| 47       | 43       | Magadani terület                                  | Oroszország területe                         |                                     | 461 400       |
| 48       | 44       | Hejlungcsiang                                     | Kína tartománya                              |                                     | 460 000       |
| 49       | 45       | Kanszu                                            | Kína tartománya                              |                                     | 454 000       |
| 50       | 46       | Adrar                                             | Algéria vilajetje                            |                                     | 443 782       |
| 51       | 47       | Bajkálontúli határterület                         | Oroszország határterülete                    |                                     | 431 500       |
| 52       | 48       | Karagandi                                         | Kazahsztán tartománya                        |                                     | 428 000       |
| 53       | 49       | Kalifornia                                        | az USA állama                                |                                     | 423 970       |
| 54       | 50       | Pápua                                             | Indonézia tartománya                         |                                     | 421 981       |
| 55       | 51       | Komiföld                                          | Oroszország köztársasága                     |                                     | 415 900       |
| 56       | 52       | Ar Rijad                                          | Szaúd-Arábia tartománya (mintaka)            |                                     | 412 000       |